# Минчета
Минчета је најсевернија и најмонументалнија тврђава на дубровачком бедему те најистакнутија тачка одбрамбеног система Дубровника према копну. Уз светог Влаха (Власија), симбол је града Дубровника. 
Тврђава Минчета је добила име по дубровачкој племићкој породици Менчетић која је уступила терен за њену изградњу. То је велика кружна кула, која је утемељена на широком и чврстом предзиђу; својом висином и импресивним волуменом доминира северозападним повишеним делом града и бедема. Минчета има избачено круниште, подупрто профилисаним каменим конзолама. Круниште има очигледну естетску, а не фортификацијску функцију, што значи да је сама кула за време Дубровачке републике била готово неуништиво упориште. 
Са Минчете, као највише тачке над Дубровником, пружа се величанствен поглед на град и на његов положај између стрмих падина брда Срђ, са једне, и отвореног мора, са друге стране. 

## Историја
Кула је настала у две фазе. У оригиналном облику је била четвероугаона, грађена је 1319. године, а као градитељ је забележен Нићифор Рањина. 
Након пада Цариграда (1453. године) је одлучено да се постојећа кула преправи у облу. Одлука је донесена 1455. године, али је градња, због епидемије куге, започела тек 1461. године према пројекту једног од најпознатијих градитеља у Европи Микелоца ди Бартоломеа из Фиренце. Микелоцо је око постојеће четвртасте куле изградио широко обло утврђење прилагођено новом начину ратовања које је повезао са новосаграђеним системом ниског искошеног предзиђа. Зидови овог новог утврђења били су дебели шест метара и пуни и имали су читав низ заштићених отвора за топове. 
Скори пад Босне по турску власт 1463. године још је више убрзао радове. Након Микелоцова одласка из Дубровника, изградњу Минчете преузима и наставља Јурај Далматинац, који је комплетну идеју о изгледу куле прилагодио и подигао на виши ниво, дајући јој овакав величанствен и монументалан облик, док је њено садашње проширено круниште каснија доградња. Кула Минчета довршена је 1464. године и симбол је неосвојивости Дубровника.